# Yoshiki Takahashi
Yoshiki Takahashi (Nagano, 14 mei 1985) is een Japans voetballer.

## Carrière
Yoshiki Takahashi speelde tussen 2004 en 2011 voor Sagan Tosu en Vegalta Sendai. Hij tekende in 2012 bij Sagan Tosu.